# Tolliella
Tolliella là một chi bướm đêm thuộc họ Cosmopterigidae.